# Busto de Treviño
Busto de Treviño o Busto (en euskera Bustu) es una localidad del municipio de Condado de Treviño, en la provincia de Burgos, comunidad autónoma de Castilla y León (España), comarca de Ebro, partido judicial de Miranda y municipio de Condado de Treviño.

## Geografía
En el valle del río Ayuda, afluente del Ebro por su margen izquierda, junto a las localidades de Golernio, Ocilla y Ladrera, Añastro, Cucho, Araico y Treviño. 

## Situación administrativa
Entidad Local Menor cuyo alcalde pedáneo es Javier Villanueva Castillo de la Agrupación de Electores de Busto (AEBUSTO).

## Demografía
Evolución de la población
| Gráfica de evolución demográfica de Busto de Treviño entre 2000 y 2017 |
|                                                                        |
| Población de derecho (2000-2017) según el padrón municipal del INE     |

## Historia
Antes de la creación de los ayuntamientos constitucionales estaba incluida en la Cuadrilla de Val de Lauri.
Así se describe a Busto en el tomo IV del Diccionario geográfico-estadístico-histórico de España y sus posesiones de Ultramar, obra impulsada por Pascual Madoz a mediados del siglo XIX:

Aldea en la provincia, audiencia territorial y capitanía general de Burgos (16 leguas), diócesis de Calahorra (14), partido judicial de Miranda de Ebro (3), y ayuntamiento de Treviño (1/2), con un alcalde pedáneo para su gobierno interior; Situada en una cima bien ventilada y saludable; la forman 9 casas de inferior fábrica; una iglesia parroquial dedicada a San Cibrián y Santa Justina, servida por un beneficiado de nombramiento del ordinario en patrimoniales; a corta distancia una ermita bajo la advocación de San Roque, y una fuente de buenas y abundantes aguas. Su término confina por N Golernio; E Treviño; S Cucho y Añastro, y O Arrieta; el terreno es de mediana calidad, encontrándose hacia el N un pequeño monte con bastante leña; los caminos son locales en mediano estado y la correspondencia se recibe de Treviño por medio de valijero, los lunes, jueves y sábados. Producciones: trigo, algo de cebada y minucias; poco ganado lanar, mular y vacuno. Población: 5 vecinos, 16 almas. Contribución: con el ayuntamiento.
Diccionario geográfico-estadístico-histórico de España y sus posesiones de Ultramar

## Parroquia
Iglesia parroquial de San Cipriano y Santa Justina en el Arcipestrazgo de Ribera-Treviño, diócesis de Vitoria.